# Roslyn Place (rua)
Roslyn Place é uma pequena rua sem saída pavimentada em madeira localizada no bairro de Shadyside em Pittsburgh, Pensilvânia.

## História
A terra em que fica a atual Roslyn Place era propriedade de uma multidão de proprietários diferentes, incluindo J.W. Friday, até o final de 1800. Em 1904, o imigrante inglês Thomas Rodd comprou a área, e a terra adjacente ao sudoeste. Thomas Rodd emigrou de Londres aos 5 anos de idade, e após uma curta carreira como oficial naval durante a Guerra Civil Americana, ele se juntou à Companhia ferroviária da Pensilvânia. Depois de se tornar engenheiro-chefe de todas as linhas a oeste de Pittsburgh para a companhia ferroviária, ele e sua família se mudaram para Pittsburgh em 1889. A família Rodd rapidamente se tornou membros da elite social de Pittsburgh juntando-se ao Pittsburgh Club, ao Duquesne Club, ao Allegheny County Club, ao Pittsburgh Golf Club, ao University Club of Pittsburgh, ao Metropolitan Club de Nova Iorque ao Chicago Club. Rodd também foi responsável pela concepção e construção de muitos edifícios no oeste da Pensilvânia e no Centro-Oeste. Ele também projetou e financiou a construção do distrito de Roslyn Place e da rua. A construção começou em 1914, quando a Câmara Municipal aprovou a Portaria nº 181, que aprovou os planos de criação de Roslyn Place. A rua foi feita no estilo Nicolson Pavement, que é uma forma de pavimento de bloco de madeira. Blocos de carvalho foram usados para a construção da rua, resultando em cerca de 26.000 blocos no total.